# پوسادووو (شهرستان گوستنگ)
پوسادووو (به لهستانی:  Posadowo) یک روستا در لهستان است که در گمینا کروبیا واقع شده‌است. پوسادووو ۲۷۳ نفر جمعیت دارد.